# كارل كونينغهام
كارل كونينغهام (بالإنجليزية: Carl Cunningham)‏ هو لاعب كرة قدم أمريكية أمريكي، ولد في 23 يوليو 1944 في هيوستن في الولايات المتحدة.

## وصلات خارجية
- كارل كونينغهام على موقع مرجع كرة القدم المحترفة.كوم (الإنجليزية)